# Caladenia quadrifaria
Caladenia quadrifaria é uma espécie de orquídea, família Orchidaceae da Austrália, onde cresce isolada, em grupos pequenos, ocasionalmente em touceiras, em charnecas, florestas de eucaliptos, e bosques. Apresentam calos com ápices grandes e globulares, os basais maiores e de cores diferentes dos distais. São plantas com uma única folha basal pubescente muito estreita e uma inflorescência rija, fina e pubescente, com até cinco flores pubescentes, com labelo trilobulado. Normalmente suas sépalas laterais e pétalas ficam todas dispostas para um mesmo lado como os dedos da mão.

## Publicação e sinônimos
- Caladenia quadrifaria (R.S.Rogers) D.L.Jones, Austral. Orchid Res. 2: 31 (1991).

Sinônimos homotípicos:
- Caladenia carnea var. gigantea R.S.Rogers, Trans. & Proc. Roy. Soc. South Australia 51: 13 (1927).
- Caladenia catenata var. gigantea (R.S.Rogers) W.M.Curtis, Stud. Fl. Tasman. 4A: 133 (1979).
- Petalochilus quadrifarius (D.L.Jones) D.L.Jones & M.A.Clem., Orchadian 13: 410 (2001).